# Групата на Алекс: Как да пораснем, макар че сме родители
„Групата на Алекс: Как да пораснем, макар че сме родители“ (на италиански: Come diventare grandi nonostante i genitori) е италиански комедиен филм от 2016 г. на режисьора Лука Лучини, сценарият е на Дженаро Нунзианте и участват Джована Медзоджорно, Маргерита Буй и Матю Модайн. Той е базиран на сериала „Групата на Алекс“ по Дисни Ченъл. Премиерата на филма излиза на 24 ноември 2016 г.

## Актьорски състав
- Джована Медзоджорно – Мери Райли
- Маргерита Буй – Силвия Руфини
- Матю Модайн – Боб Райли
- Леонардо Кечи – Алекс Леони
- Елеонора Гаргеро – Никол де Понте
- Беатрис Вендрамин – Ема Ферари
- Сол Нани – Крисчън Алеси
- Федерико Русо – Сам Коста
- Емануел Мисурака – Давиде Айело
- Чиара Примавеси – Евелин Райли
- Тоби Себастиан – Пат Райли
- Роберто Цитран – Амедео Аугусто Ферари
- Паоло Калабреси – Мишел
- Нини Брушета – Игор Алеси
- Франческа де Мартини – Моника Алеси
- Джиовани Калкагно – Джиовани Айело
- Аглая Мора – Паола Айело
- Паоло Пиероброн – Рик Де Понте
- Сара Д'Амарио – Сара де Понте
- Серхио Албели – Диего Леони
- Елена Лиети – Елена Леони
- Габриела Франчини – баба Уилма
- Федерико Русо – себе си

## В България
В България филмът е излъчен на 15 юли 2017 г. по локалната версия на Дисни Ченъл с нахсинхронен дублаж на български език, записан в студио „Александра Аудио“.